# Leptopyrgota andrei
Leptopyrgota andrei är en tvåvingeart som beskrevs av Georges Bernardi 1992. Leptopyrgota andrei ingår i släktet Leptopyrgota och familjen Pyrgotidae. Inga underarter finns listade i Catalogue of Life.